# Arnold Christensen
Arnold Christensen (7. april 1864 i København – 12. august 1918) var en dansk skuespiller.

## Filmografi
- Betroede Midler (1912)
- Den röda hanen (1912)
- Luftskipperen (1912)
- Spionen fra Kronstadt (1912)
- Min Ven Levy (1914)
- H.P. hænger paa 'en (1917)